# Toros Neftekamsk
Le Toros Neftekamsk est un club de hockey sur glace de Neftekamsk en Russie. Il évolue dans la VHL, le deuxième échelon russe.

## Historique
Le club est créé en 1988. En 2008, alors qu'il évolue en Vyschaïa Liga, il signe une affiliation avec le Salavat Ioulaïev Oufa pensionnaire de la Ligue continentale de hockey.

## Palmarès
- Vainqueur de la VHL : 2012, 2013, 2015.